# パリカー
パリカー(Parica,Pairilas)は、ゾロアスター教に伝わる魔女の総称。空から流星に乗って地上に降りてくるとされる。
パリカーは流れ星のように数が多いと言われ、中でも有名なのが、凶年という名の「ドゥズヤールヤー」、英雄クルサースパを惑わした「クナンサティー」、そして「ムーシュ」である。
パリカーは始めは女悪魔であったが、時代が進むに連れて魔女にされ、最終的には悪の呪術師や売春婦を指す名称にされる。